# Sphaeradenia oxystigma
Sphaeradenia oxystigma är en enhjärtbladig växtart som beskrevs av R.Erikss. Sphaeradenia oxystigma ingår i släktet Sphaeradenia och familjen Cyclanthaceae. Inga underarter finns listade.